# Vidiadhar Surajprasad Naipaul
Sir Vidiadhar Surajprasad Naipaul (Chaguanas, Trinidad és Tobago 1932. augusztus 17. – London, 2018. augusztus 11.) trinidadi indiai családból származó Nobel-díjas brit író.

## Életpályája
Iskoláit a trinidadi Queens Royal College-ban és az oxfordi University College-ban végezte. Előbb Kongóban, majd 1950-ben Angliában telepedett le, ahol újságíróként kezdte pályáját. Irodalmi kritikákat is írt, ezenkívül a New Statesman és a BBC munkatársa volt. A St. Andrew's College, a Columbia, valamint a cambridge-i, oxfordi és londoni egyetem díszdoktora. 1990-ben Erzsébet királynő a brit irodalomnak tett szolgálataiért lovaggá ütötte.
Írói munkássága elismeréseként 2001-ben irodalmi Nobel-díjat kapott.

## Elismerései
- Maugham-díj (1961)
- Hawthornden-díj (1964)
- Booker-díj (1971)
- Jeruzsálem-díj (1983)
- Irodalmi Nobel-díj (2001)

## Bibliográfia

### Regények, elbeszélések
- The Mystic Masseur – (1957), ezt a művét Caryl Phillips forgatókönyve alapján Ismail Merchant 2001-ben megfilmesítette
- The Suffrage of Elvira – (1958)
- Miguel Street – (1959), 1961-ben ez a regény Maugham-díj-at kapott
- A House for Mr Biswas – (1961), magyarul ifj. Kőrös László (ford): Mr Biswas háza, Cartaphilus, 2005 (ISBN 963-9303-84-4).
- Mr. Stone and the Knight's Companion – (1963), (1964-ben Hawthornden-díj-at kapott ezért a regényéért, amit apja életéről írt)
- A Flag on the Island – (1967), novellagyűjtemény
- The Mimic Men – (1967)
- The Loss of Eldorado – (1969)
- In a Free State – (1971), három összefüggő kisregény, amellyel elnyerte a Booker-díjat
- Guerrillas – (1975)
- A Bend in the River – (1979), magyarul: Gy. Horváth László (ford): A nagy folyó kanyarulatában, Európa, 1983. és Cartaphilus, 2001.
- Finding the Centre – (1984)
- The Enigma of Arrival – (1987)
- A Way in the World – (1994)
- Half a Life – (2001), magyarul: ifj. Kőrös László (ford): Fél élet, Cartaphilus, 2004
- Magic Seeds – (2004)

### Tanulmányok, úti jegyzetek
- The Middle Passage: Impressions of Five Societies – British, French and Dutch in the West Indies and South America (1962)
- An Area of Darkness (1964)
- The Overcrowded Barracoon and Other Articles (1972)
- India: A Wounded Civilization (1977)
- A Congo Diary (1980)
- The Return of Eva Perón and the Killings in Trinidad (1980), magyarul a kötet első írása jelent meg: Prekop Gabriella (ford), Eva Peron visszatér, Európa Könyvkiadó, 1984.
- Among the Believers: An Islamic Journey (1981)
- Finding the Centre (1984)
- A Turn in the South (1989)
- India: A Million Mutinies Now (1990)
- Homeless by Choice (1992, szerzőtársak: R. Jhabvala és Salman Rushdie)
- Bombay (1994, with Raghubir Singh)
- Beyond Belief: Islamic Excursions among the Converted Peoples (1998)
- Between Father and Son: Family Letters (1999, szerk. Gillon Aitken) – levelezése édesapjával
- Literary Occasions: Essays (2003, szerk. Pankaj Mishra)

## Magyarul
- A nagy folyó kanyarulatában. Regény; ford. Gy. Horváth László, utószó Bart István; Európa, Bp., 1983
- Eva Perón visszatér; ford. Prekop Gabriella; Európa, Bp., 1984 (Mérleg)
- Fél élet; ford. ifj. Kőrös László; Cartaphilus, Bp., 2004
- Mr. Biswas háza; ford. ifj. Kőrös László, Cartaphilus, Bp., 2005